# 코쿠리코 언덕에서
코쿠리코 언덕에서(일본어: コクリコ坂から)는 스튜디오 지브리 제작의 극장판 애니메이션 영화이다. 미야자키 고로 감독이 애니메이션으로 각색하여 일본에서 2011년 7월 16일에 개봉하였다. 한국에서는 같은 해, 9월 29일에 개봉되었다.

## 개요
- 캐치프레이즈는 〈"위를 향해 걷자."〉
- 2011년 7월 16일 도호에서 배급되어 개봉되었다. 《게드 전기》에 이은 미야자키 고로 감독의 2번째 작품이다.
- 2011년 8월 9일 NHK에서 영화 제작 모습을 다룬 다큐멘터리 《두사람 "코쿠리코 언덕에서 아버지와 아들의 300일 전쟁 - 미야자키 하야오 × 미야자키 고로 ~》를 방송했다.
- 일본 전역 457개의 스크린에서 개봉되어 2011년 7월 16일~18일 첫날 3일간 흥행 수입 5억 8700억엔, 동원 약 45만 명으로 영화 관객 동원 순위 (흥행 통신사 조사)에 첫 등장 3위. 최종 흥행 수입은 2011년도 흥행수입 방화 1위를 했지만, 최종 44.6억엔을 기록해 지브리 작품으로는 다소 낮은 수입을 기록했다.
- 2012년 6월 20일에 발매된 Blu-ray 《지브리가 가득 COLLECTION 코쿠리코 언덕에서》 요코하마 특별판 (특전 DVD, 요코하마 안내지도 첨부 초회 한정판)이, 첫 주 2.1만매를 매상, 2012년 7월 2일자 오리콘 주간 BD 랭킹 종합 선두를 획득하였다. 이전의 영화 Blu-ray로 《마루 밑 아리에티》(3.7 만장)에 이어 역대 2위의 기록이다. 또한 동시 발매된 DVD 통상반도 2.8만장으로 종합 2위, DVD 요코하마 특별판이 2.3만매로 종합 3위를 차지, 모두 상위 3위 이내를 기록했다.

## 줄거리
시대적 배경은 1963년. 열여섯 살 소녀 '미츠자키 우미'는 요코하마 항구 인근의 언덕에서 코쿠리코 하숙집을 꾸려가며 살아간다. 선장이었던 아버지는 불의의 사고로 세상을 떠났고 어머니는 공부하러 미국에 가 있다. 돌아가신 아버지를 그리워하는 우미는 배들의 안전한 항해를 기원하는 깃발을 매일 아침 높이 내건다.
그러던 어느 날 우미는 학교 선배 '카자마 슌'이 깃발을 거는 자신의 모습을 시로 써 학생신문에 게재한 것을 보고 묘한 감정을 느끼고 학생회 활동을 열심히 하는 슌에 이끌려 그의 활동에 점점 동참하게 된다.
그러나 우미 집에서 열린 파티에 오게 된 슌은 우미 아버지의 사진을 보게 되고 자신이 양아버지로부터 받은 친아버지의 사진과 같다는 사실에 놀란다. 친남매 사이라고 알게 된 두 사람은 이뤄질 수 없는 사랑 앞에서 아파한다.

## 등장 인물
- 마츠자키 우미 : 나가사와 마사미
- 카자마 슌 : 오카다 준이치
- 마츠자키 하나 : 다케시타 게이코
- 키타미 미키 : 이시다 유리코
- 히로코지 사치코 : 히이라기 루미
- 마츠자키 료코 : 후부키 준
- 오노데라 요시오 : 나이토 다케시
- 미즈누마 시로 : 가자마 슌스케
- 카자마 아키오 : 오오모리 나오
- 토쿠마루 이사장 : 가가와 데루유키
- 마츠자키 소라 : 시라이시 하루카
- 마츠자키 리쿠 : 고바야시 쓰바사
- 우미의 친구 : 데시마 아오이

## 스태프
- 원작 : 다카하시 지즈루, 사야마 테쓰로 "코쿠리코 언덕에서"(카도카와 서점)
- 기획 : 미야자키 하야오
- 감독 : 미야자키 고로
- 각본 : 미야자키 하야오, 니와 케이코
- 프로듀서 : 스즈키 도시오
- 음악 : 다케베 사토시 (도쿠마 재팬 커뮤니케이션즈)
- 제휴 : 스튜디오 지브리, NTV, 덴츠, 하쿠호도 DY 미디어 파트너스, 디즈니, 미쓰비시 상사, 도호
- 특별 협찬 : KDDI
- 특별 협력 : 로손, 요미우리 신문
- 배급 : 도호
- 애니메이션 제작 : 스튜디오 지브리

## 주제가
- 〈이별의 여름~코쿠리코 언덕에서~〉 (작사 : 사토무라 유키코 / 작곡 : 사카타 고이치 / 편곡 : 다케베 사토시 / 노래 : 데시마 아오이) (야마하 뮤직 커뮤니케이션)
  - 원곡은 모리야마 료코가 부른 1976년 4월부터 6월에 요미우리 TV·NTV에서 방송된 동명의 타이틀의 텔레비전 드라마의 주제가이다.

### 삽입곡
- 〈위를 향해 걷자〉 (작사 : 로쿠스키 에이 / 작곡 : 나카무라 하치다이 / 노래 : 사카모토 규) (EMI 뮤직 재팬)
- 〈아침 식사의 노래〉 (작사 : 미야자키 고로, 다니야마 히로코 / 작곡 : 다니야마 히로코 / 편곡 : 다케베 사토시 / 노래 : 데시마 아오이)
- 〈첫사랑의 시절〉 (작사 : 미야자키 고로, 다니야마 히로코 / 작곡 : 다니야마 히로코 / 편곡 : 다케베 사토시 / 노래 : 데시마 아오이)
- 〈감색의 파도가〉 (원안 : 미야자와 겐지 / 작사 : 미야자키 하야오, 미야자키 고로 / 작곡 : 다니야마 히로코 / 편곡 : 다케베 사토시 / 노래 : 데시마 아오이)

## 원작
다카하시 지즈루(작화), 사야마 데쓰로(원작)의 일본의 만화로 "나카요시"(고단샤)에서 1980년 1월부터 동년 8월까지 연재되었다. 전 8화로 단행본은 회사에서 전2권 출간되었다. 또한 2010년 가도카와 서점에서 신장판, 2011년 문고판이 발매되었다.

## 제작에 이르기까지의 경위
영화의 제작 발표회에서 수십년 전에 미야자키 하야오의 별장에 조카딸과 조카가 놀러 왔었는데, 그곳에 소녀 만화 잡지가 놓여져 있어, 그 안에 실려 있던 원작 만화를 좋아하는 하야오가 오랜기간 영화화를 검토했다고 한다. 그리고 전작의 《마루 밑 아리에티》 제작 중에 정식으로 영화화되는 것이 결정되었다.
스튜디오 지브리 사업 5주년 계획의 젊은 감독을 기용으로 한 《마루 밑 아리에티》에 이은 두 번째 작품이고, 본작의 감독은 미야자키 하야오의 장남 미야자키 고로가 기용되었다. 미야자키 하야오, 타카하타 이사오 이외의 인물이, 스튜디오 지브리의 영화로 두 번째 감독 작품을 제작하는 것은 본작이 처음이다. 《게드 전기》에서 고로가 감독으로 기용된 것을 반대했던 하야오는 "하나를 만들었다면, 이제 영화 감독이다. 어떻게 나갈지는 자신에게 달려있다"라고 말하였다.

## 원작의 주요 변경 사항
- 영화판의 오리지널 요소로서, 고등학교 문화부계열 부실동에 "라틴 쿼터"가 등장. 토시와 미즈누마는 철거가 예정되어 있는 라틴 쿼터를 지키기 위해 동분서주하고 있다. 우미는 라틴 쿼터의 장점을 학생들에게 전하기 위한 대청소를 제안하고 이를 통해 슌에게 접근하는 등, 영화판의 스토리는 이 보존 운동을 중심으로 크게 개편되고 있다.
- 영화판의 시대 설정은 1963년 5월로 되어있다. 학년은 슌은 고등학교 3학년, 우미 2학년, 소라는 1학년이다.
- 교복은 블레이저 코트에서 세라복으로 변경되었다.
- 주인공의 성씨가 "고마쓰자키(小松崎)"에서 "마쓰자키(松崎)"로 변경되었다.
- "기타미 호쿠토"의 이름이 "기타미 미키"로, 성별도 남자에서 여자로 바뀌어, 직업도 "수의사"에서 "의사"로 변경되었다.
- 주인공 어머니의 이름 "고마쓰마키 니지에"에서 "마쓰자키 료코", 직업도 "사진사"에서 "대학 교수(영문학)"로 변경되었다.
- 출생에 관한 의혹은 아버지의 사진으로 바다가 보였던 사진이 슌이 가지고있는 것 같았다는 곳에서 발각된다.
- 할아버지의 시마타로는 죽은 설정으로, 등장 인물이 꽤 정리되고 있다.

## 수상 정보
- 2012년 제35회 일본 아카데미상 
  - 최우수 애니메이션 작품상

## 참고 문헌
- 다카하시 지즈루(작화), 사야마 데쓰로(원작) "코쿠리코 언덕에서 "고단샤 <고단샤 만화 나카요시>, 전2권
  - 1. 1980년 9월 5일 제1쇄 발행 ISBN 978-4-06-108363-9
  - 2. 1980년 12월 5일 제1쇄 발행 ISBN 978-4-06-108369-1, 제2권에는 1975년 나카요시 5월호 증간호에 게재한 "루디의 생일" 나카요시, 1980년 9월호에 게재된 "막막한 가방과 카와이쨩"이 동시수록 되고있다.
- ※가도카와 서점에서 2010년 7월 10일 신장판 발행 ISBN 978-4-04-854514-3, 2011년 6월 25일 문고판 발행 ISBN 978-4-04-394444-6